# Lista câștigătorilor campionatului Italiei la fotbal
Aceasta este o listă a câștigătorilor campionatului Italiei la fotbal.

## Campionatul Italiei
| Ediția | Campioana                       | Vice-Campioana                  | Locul Trei                      | Golgheter                                 |
| ------ | ------------------------------- | ------------------------------- | ------------------------------- | ----------------------------------------- |
| 1898   | Genoa Cricket and Football Club | Internazionale FC Torino        | -                               | -                                         |
| 1899   | Genoa Cricket and Football Club | Internazionale FC Torino        | RS Ginnastica Torino            | -                                         |
| 1900   | Genoa Cricket and Football Club | FBC Torinese                    | Milan Cricket and Football Club | -                                         |
| 1901   | Milan Cricket and Football Club | Genoa Cricket and Football Club | Foot-Ball Club Juventus         | Umberto Malvano (Foot-Ball Club Juventus) |
| 1902   | Genoa Cricket and Football Club | Milan Cricket and Football Club | FBC Torinese                    | -                                         |
| 1903   | Genoa Cricket and Football Club | Foot-Ball Club Juventus         | Milan Cricket and Football Club | -                                         |

## Prima Categoria
| Ediția               | Campioana                                                      | Vice-Campioana                                                 | Locul Trei                                                     | Golgheter    |
| -------------------- | -------------------------------------------------------------- | -------------------------------------------------------------- | -------------------------------------------------------------- | ------------ |
| 1904                 | Genoa Cricket and Football Club                                | Foot-Ball Club Juventus                                        | Milan Cricket and Football Club                                |              |
| 1905                 | Foot-Ball Club Juventus                                        | Genoa Cricket and Football Club                                | US Milanese                                                    | (necunoscut) |
| 1906                 | Milan Cricket and Football Club                                | Foot-Ball Club Juventus                                        | Genoa Cricket and Football Club                                |              |
| 1907                 | Milan Cricket and Football Club                                | Torino FC                                                      | Andrea Doria                                                   |              |
| 1908                 | FC Pro Vercelli 1892                                           | US Milanese                                                    | Andrea Doria                                                   |              |
| 1909                 | FC Pro Vercelli 1892                                           | US Milanese                                                    | Genoa Cricket and Football Club                                |              |
| 1909–1910            | FC Internazionale Milano                                       | FC Pro Vercelli 1892                                           | Foot-Ball Club Juventus                                        |              |
| 1910–1911            | FC Pro Vercelli 1892                                           | Vicenza Calcio                                                 | -                                                              |              |
| 1911–1912            | FC Pro Vercelli 1892                                           | Venezia Football Club                                          | -                                                              |              |
| 1912–1913            | FC Pro Vercelli 1892                                           | S.S Lazio                                                      | -                                                              |              |
| 1913–1914            | AS Casale Calcio                                               | S.S. Lazio                                                     | -                                                              |              |
| 1914–1915            | Genoa Cricket and Football Club                                | Internazionale Napoli / S.S. Lazio                             | -                                                              |              |
| 1916–1919            | Competiția a fost suspendată din cauza Primului Război Mondial | Competiția a fost suspendată din cauza Primului Război Mondial | Competiția a fost suspendată din cauza Primului Război Mondial |              |
| 1919–1920            | FC Internazionale Milano                                       | Livorno Calcioa                                                | -                                                              |              |
| 1920–1921            | FC Pro Vercelli 1892                                           | Pisa Calcio                                                    | -                                                              |              |
| 1921–1922 (F.I.G.C.) | USD Novese                                                     | Sampierdarenese                                                | -                                                              |              |

### Prima Divisione
| Ediția           | Campioana                       | Vice-Campioana             | Locul Trei | Golgheter                               |
| ---------------- | ------------------------------- | -------------------------- | ---------- | --------------------------------------- |
| 1921-22 (C.C.I.) | FC Pro Vercelli                 | Fortitudo Roma             | -          | (necunoscut)                            |
| 1922–23          | Genoa Cricket and Football Club | S.S. Lazio                 | -          |                                         |
| 1923–24          | Genoa Cricket and Football Club | AC Savoia 1908             | -          | Heinrich Schönfeld (Torino Calcio) (22) |
| 1924–25          | Bologna FC 1909                 | Società Sportiva Alba Roma | -          | Mario Magnozzi (Livorno) (19)           |
| 1925–26          | Foot-Ball Club Juventus         | Società Sportiva Alba Roma | -          | Ferenc Hirzer (Juventus) (35)           |

### Divisione Nazionale
| Ediția  | Campioana       | Vice-Campioana                 | Locul Trei                                         | Golgheter                                     |
| ------- | --------------- | ------------------------------ | -------------------------------------------------- | --------------------------------------------- |
| 1926–27 | Fără Câștigător | Bologna FC 1909                | Foot-Ball Club Juventus                            | Anton Powolny (FC Internazionale Milano) (22) |
| 1927–28 | Torino Calcio   | Genoa Cricket and Footbal Club | US Alessandria Calcio 1912 Foot-Ball Club Juventus | Julio Libonatti (Torino Calcio) (35)          |
| 1928–29 | Bologna FC 1909 | Torino Calcio                  | -                                                  | Gino Rossetti (Torino Calcio) (36)            |

### Serie A
| Ediția    | Campioana                                                                | Vice-Campioana                                                           | Locul Trei                                                               | Golgheter (club) (goluri)                                                     |
| --------- | ------------------------------------------------------------------------ | ------------------------------------------------------------------------ | ------------------------------------------------------------------------ | ----------------------------------------------------------------------------- |
| 1929-1930 | Internazionale (3)                                                       | Genoa                                                                    | Juventus                                                                 | Giuseppe Meazza (Internazionale) (31)                                         |
| 1930-1931 | Juventus (3)                                                             | Roma                                                                     | Bologna                                                                  | Rodolfo Volk (Roma) (29)                                                      |
| 1931-1932 | Juventus (4)                                                             | Bologna                                                                  | Roma                                                                     | Pedro Petrone (Fiorentina) Angelo Schiavio (Bologna) (25)                     |
| 1932-1933 | Juventus (5)                                                             | Internazionale                                                           | Bologna/Napoli                                                           | Felice Placido Borel (Juventus) (29)                                          |
| 1933-1934 | Juventus (6)                                                             | Internazionale                                                           | Napoli                                                                   | Felice Placido Borel (Juventus) (31)                                          |
| 1934-1935 | Juventus (7)                                                             | Internazionale                                                           | Fiorentina                                                               | Enrico Guaita (Roma) (31)                                                     |
| 1935-1936 | Bologna (3)                                                              | Roma                                                                     | Torino                                                                   | Giuseppe Meazza (Internazionale) (25)                                         |
| 1936-1937 | Bologna (4)                                                              | Lazio                                                                    | Torino                                                                   | Silvio Piola (Lazio) (21)                                                     |
| 1937-1938 | Internazionale (4)                                                       | Juventus                                                                 | Genoa/Milan                                                              | Giuseppe Meazza (Internazionale) (20)                                         |
| 1938-1939 | Bologna (5)                                                              | Torino                                                                   | Internazionale                                                           | Aldo Boffi (Milan) Ettore Puricelli (Bologna) (19)                            |
| 1939-1940 | Internazionale (5)                                                       | Bologna                                                                  | Juventus                                                                 | Aldo Boffi (Milan) (24)                                                       |
| 1940-1941 | Bologna (6)                                                              | Internazionale                                                           | Milan                                                                    | Ettore Puricelli (Bologna) (22)                                               |
| 1941-1942 | Roma (1)                                                                 | Torino                                                                   | Venezia                                                                  | Aldo Boffi (Milan) (22)                                                       |
| 1942-1943 | Torino (2)                                                               | Livorno                                                                  | Juventus                                                                 | Silvio Piola (Lazio) (21)                                                     |
| 1944-1945 | Competiția a fost suspendată din cauza celui de Al Doilea Război Mondial | Competiția a fost suspendată din cauza celui de Al Doilea Război Mondial | Competiția a fost suspendată din cauza celui de Al Doilea Război Mondial |                                                                               |
| 1945-1946 | Torino (3)                                                               | Juventus                                                                 | Milan                                                                    | Guglielmo Gabetto (Torino) (22)                                               |
| 1946-1947 | Torino (4)                                                               | Juventus                                                                 | Modena                                                                   | Valentino Mazzola (Torino) (29)                                               |
| 1947-1948 | Torino (5)                                                               | Juventus/Milan/Triestina                                                 | -                                                                        | Giampiero Boniperti (Juventus) (27)                                           |
| 1948-1949 | Torino (6)                                                               | Internazionale                                                           | Milan                                                                    | István Nyers (Internazionale) (26)                                            |
| 1949-1950 | Juventus (8)                                                             | Milan                                                                    | Internazionale                                                           | Gunnar Nordahl (Milan) (35)                                                   |
| 1950-1951 | Milan (4)                                                                | Internazionale                                                           | Juventus                                                                 | Gunnar Nordahl (Milan) (34)                                                   |
| 1951-1952 | Juventus (9)                                                             | Milan                                                                    | Internazionale                                                           | John Hansen (Juventus) (30)                                                   |
| 1952-1953 | Internazionale (6)                                                       | Juventus                                                                 | Milan                                                                    | Gunnar Nordahl (Milan) (26)                                                   |
| 1953-1954 | Internazionale (7)                                                       | Juventus                                                                 | Fiorentina/Milan                                                         | Gunnar Nordahl (Milan) (23)                                                   |
| 1954-1955 | Milan (5)                                                                | Udinese                                                                  | Roma                                                                     | Gunnar Nordahl (Milan) (26)                                                   |
| 1955-1956 | Fiorentina (1)                                                           | Milan                                                                    | Internazionale/Lazio                                                     | Gino Pivatelli (Bologna) (29)                                                 |
| 1956-1957 | Milan (6)                                                                | Fiorentina                                                               | Lazio                                                                    | Dino da Costa (Roma) (22)                                                     |
| 1957-1958 | Juventus (10)                                                            | Fiorentina                                                               | Padova                                                                   | John Charles (Juventus) (28)                                                  |
| 1958-1959 | Milan (7)                                                                | Fiorentina                                                               | Internazionale                                                           | Antonio Valentin Angelillo (Internazionale) (33)                              |
| 1959-1960 | Juventus (11)                                                            | Fiorentina                                                               | Milan                                                                    | Omar Sivori (Juventus) (28)                                                   |
| 1960-1961 | Juventus (12)                                                            | Milan                                                                    | Internazionale                                                           | Sergio Brighenti (Sampdoria) (27)                                             |
| 1961-1962 | Milan (8)                                                                | Internazionale                                                           | Fiorentina                                                               | José Altafini (Milan) Aurelio Milani (Fiorentina) (22)                        |
| 1962-1963 | Internazionale (8)                                                       | Juventus                                                                 | Milan                                                                    | Harald Nielsen (Bologna) Pedro Manfredini (Roma) (19)                         |
| 1963-1964 | Bologna (7)                                                              | Internazionale                                                           | Milan                                                                    | Harald Nielsen (Bologna) (21)                                                 |
| 1964-1965 | Internazionale (9)                                                       | Milan                                                                    | Torino                                                                   | Sandro Mazzola (Internazionale) Alberto Orlando (Fiorentina) (17)             |
| 1965-1966 | Internazionale (10)                                                      | Bologna                                                                  | Napoli                                                                   | Luis Vinicio (Vicenza) (25)                                                   |
| 1966-1967 | Juventus (13)                                                            | Internazionale                                                           | Bologna                                                                  | Gigi Riva (Cagliari) (18)                                                     |
| 1967-1968 | Milan (9)                                                                | Napoli                                                                   | Juventus                                                                 | Pierino Prati (Milan) (15)                                                    |
| 1968-1969 | Fiorentina (2)                                                           | Cagliari                                                                 | Milan                                                                    | Gigi Riva (Cagliari) (21)                                                     |
| 1969-1970 | Cagliari (1)                                                             | Internazionale                                                           | Juventus                                                                 | Gigi Riva (Cagliari) (21)                                                     |
| 1970-1971 | Internazionale (11)                                                      | Milan                                                                    | Napoli                                                                   | Roberto Boninsegna (Internazionale) (24)                                      |
| 1971-1972 | Juventus (14)                                                            | Milan                                                                    | Torino                                                                   | Roberto Boninsegna (Internazionale) (22)                                      |
| 1972-1973 | Juventus (15)                                                            | Milan                                                                    | Lazio                                                                    | Giuseppe Savoldi (Bologna) Paolino Pulici (Torino) Gianni Rivera (Milan) (17) |
| 1973-1974 | Lazio (1)                                                                | Juventus                                                                 | Napoli                                                                   | Giorgio Chinaglia (Lazio) (24)                                                |
| 1974-1975 | Juventus (16)                                                            | Napoli                                                                   | Roma                                                                     | Paolino Pulici (Torino) (18)                                                  |
| 1975-1976 | Torino (7)                                                               | Juventus                                                                 | Milan                                                                    | Paolino Pulici (Torino) (21)                                                  |
| 1976-1977 | Juventus (17)                                                            | Torino                                                                   | Fiorentina                                                               | Francesco Graziani (Torino) (21)                                              |
| 1977-1978 | Juventus (18)                                                            | Vicenza                                                                  | Torino                                                                   | Paolo Rossi (Vicenza) (24)                                                    |
| 1978-1979 | Milan (10)                                                               | Perugia                                                                  | Juventus                                                                 | Bruno Giordano (Lazio) (19)                                                   |
| 1979-1980 | Internazionale (12)                                                      | Juventus                                                                 | Torino                                                                   | Roberto Bettega (Juventus) (16)                                               |
| 1980-1981 | Juventus (19)                                                            | Roma                                                                     | Napoli                                                                   | Roberto Pruzzo (Roma) (18)                                                    |
| 1981-1982 | Juventus (20)                                                            | Fiorentina                                                               | Roma                                                                     | Roberto Pruzzo (Roma) (15)                                                    |
| 1982-1983 | Roma (2)                                                                 | Juventus                                                                 | Internazionale                                                           | Michel Platini (Juventus) (16)                                                |
| 1983-1984 | Juventus (21)                                                            | Roma                                                                     | Fiorentina                                                               | Michel Platini (Juventus) (20)                                                |
| 1984-1985 | Verona (1)                                                               | Torino                                                                   | Internazionale                                                           | Michel Platini (Juventus) (18)                                                |
| 1985-1986 | Juventus (22)                                                            | Roma                                                                     | Napoli                                                                   | Roberto Pruzzo (Roma) (19)                                                    |
| 1986-1987 | Napoli (1)                                                               | Juventus                                                                 | Internazionale                                                           | Pietro Paolo Virdis (Milan) (17)                                              |
| 1987-1988 | Milan (11)                                                               | Napoli                                                                   | Roma                                                                     | Diego Maradona (Napoli) (15)                                                  |
| 1988-1989 | Internazionale (13)                                                      | Napoli                                                                   | Milan                                                                    | Aldo Serena (Internazionale) (22)                                             |
| 1989-1990 | Napoli (2)                                                               | Milan                                                                    | Internazionale                                                           | Marco van Basten (Milan) (19)                                                 |
| 1990-1991 | Sampdoria (1)                                                            | Milan                                                                    | Internazionale                                                           | Gianluca Vialli (Sampdoria) (19)                                              |
| 1991-1992 | Milan (12)                                                               | Juventus                                                                 | Torino                                                                   | Marco van Basten (Milan) (25)                                                 |
| 1992-1993 | Milan (13)                                                               | Internazionale                                                           | Parma                                                                    | Giuseppe Signori (Lazio) (26)                                                 |
| 1993-1994 | Milan (14)                                                               | Juventus                                                                 | Sampdoria                                                                | Giuseppe Signori (Lazio) (23)                                                 |
| 1994-1995 | Juventus (23)                                                            | Lazio                                                                    | Parma                                                                    | Gabriel Batistuta (Fiorentina) (26)                                           |
| 1995-1996 | Milan (15)                                                               | Juventus                                                                 | Lazio                                                                    | Igor Protti (Bari) Giuseppe Signori (Lazio) (24)                              |
| 1996-1997 | Juventus (24)                                                            | Parma                                                                    | Internazionale                                                           | Filippo Inzaghi (Atalanta) (24)                                               |
| 1997-1998 | Juventus (25)                                                            | Internazionale                                                           | Udinese                                                                  | Oliver Bierhoff (Udinese) (27)                                                |
| 1998-1999 | Milan (16)                                                               | Lazio                                                                    | Fiorentina                                                               | Márcio Amoroso (Udinese) (22)                                                 |
| 1999-1900 | Lazio (2)                                                                | Juventus                                                                 | Milan                                                                    | Andrei Șevcenko (Milan) (24)                                                  |
| 2000-2001 | Roma (3)                                                                 | Juventus                                                                 | Lazio                                                                    | Hernán Crespo (Lazio) (26)                                                    |
| 2001-2002 | Juventus (26)                                                            | Roma                                                                     | Internazionale                                                           | David Trezeguet (Juventus) Dario Hübner (Piacenza) (24)                       |
| 2002-2003 | Juventus (27)                                                            | Internazionale                                                           | Milan                                                                    | Christian Vieri (Internazionale) (24)                                         |
| 2003-2004 | Milan (17)                                                               | Roma                                                                     | Juventus                                                                 | Andrei Șevcenko (Milan) (24)                                                  |
| 2004-2005 | neacordat                                                                | Milan                                                                    | Internazionale                                                           | Cristiano Lucarelli (Livorno) (24)                                            |
| 2005-2006 | Internazionale (14)                                                      | Roma                                                                     | Milan                                                                    | Luca Toni (Fiorentina) (31)                                                   |
| 2006-2007 | Internazionale (15)                                                      | Roma                                                                     | Lazio                                                                    | Francesco Totti (Roma) (26)                                                   |
| 2007-2008 | Internazionale (16)                                                      | Roma                                                                     | Juventus                                                                 | Alessandro Del Piero (Juventus) (21)                                          |
| 2008-2009 | Internazionale (17)                                                      | Juventus                                                                 | Milan                                                                    | Zlatan Ibrahimović (Internazionale) (25)                                      |
| 2009-2010 | Internazionale (18)                                                      | Roma                                                                     | Milan                                                                    | Antonio Di Natale (Udinese) (29)                                              |
| 2010-2011 | Milan (18)                                                               | Internazionale                                                           | Napoli                                                                   | Antonio Di Natale (Udinese) (28)                                              |
| 2011-2012 | Juventus (28)                                                            | Milan                                                                    | Udinese                                                                  | Zlatan Ibrahimović (Milan) (28)                                               |
| 2012-2013 | Juventus (29)                                                            | Napoli                                                                   | Milan                                                                    | Edinson Cavani (Napoli) (29)                                                  |
| 2013-2014 | Juventus (30)                                                            | Roma                                                                     | Napoli                                                                   | Ciro Immobile (Torino) (22)                                                   |
| 2014-2015 | Juventus (31)                                                            | Roma                                                                     | Lazio                                                                    | Mauro Icardi (Internazionale) Luca Toni (Hellas Verona) (22)                  |
| 2015-2016 | Juventus (32)                                                            | Napoli                                                                   | Roma                                                                     | Gonzalo Higuaín (Napoli) (36)                                                 |
| 2016-2017 | Juventus (33)                                                            | Roma                                                                     | Napoli                                                                   | Edin Džeko (Roma) (29)                                                        |
| 2017-2018 | Juventus (34)                                                            | Napoli                                                                   | Roma                                                                     | Mauro Icardi (Internazionale) Ciro Immobile (Lazio) (29)                      |
| 2018-2019 | Juventus (35)                                                            | Napoli                                                                   | Atalanta                                                                 | Fabio Quagliarella (Sampdoria) (26)                                           |
| 2019-2020 | Juventus (36)                                                            | Internazionale                                                           | Atalanta                                                                 | Ciro Immobile (Lazio) (36)                                                    |